# Damastes oswaldi
Damastes oswaldi là một loài nhện trong họ Sparassidae.
Loài này thuộc chi Damastes. Damastes oswaldi được miêu tả năm 1891 bởi Lenz.